# Salvia dorrii
Salvia dorrii là một loài thực vật có hoa trong họ Hoa môi. Loài này được (Kellogg) Abrams miêu tả khoa học đầu tiên năm 1951.

## Hình ảnh

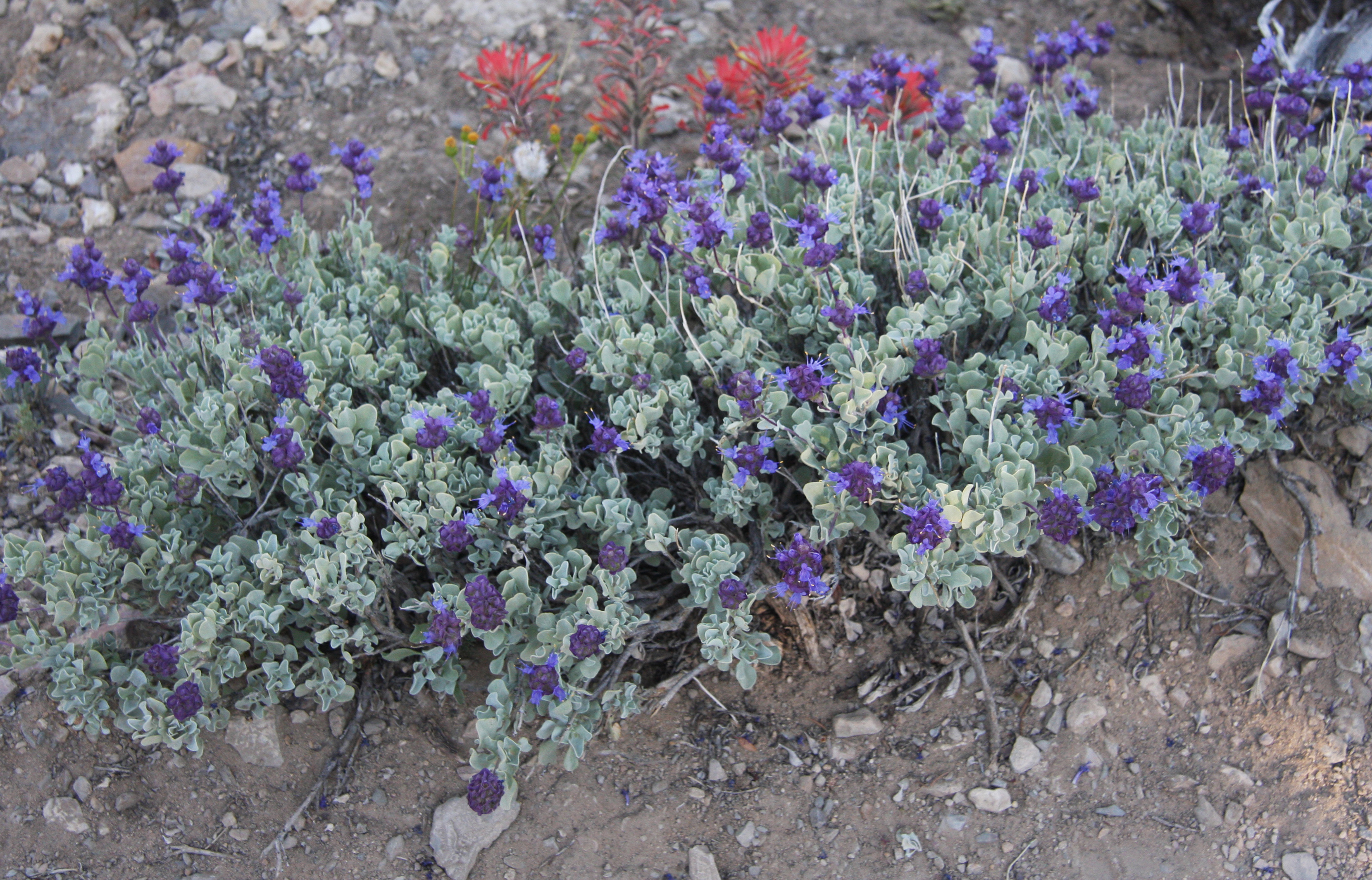
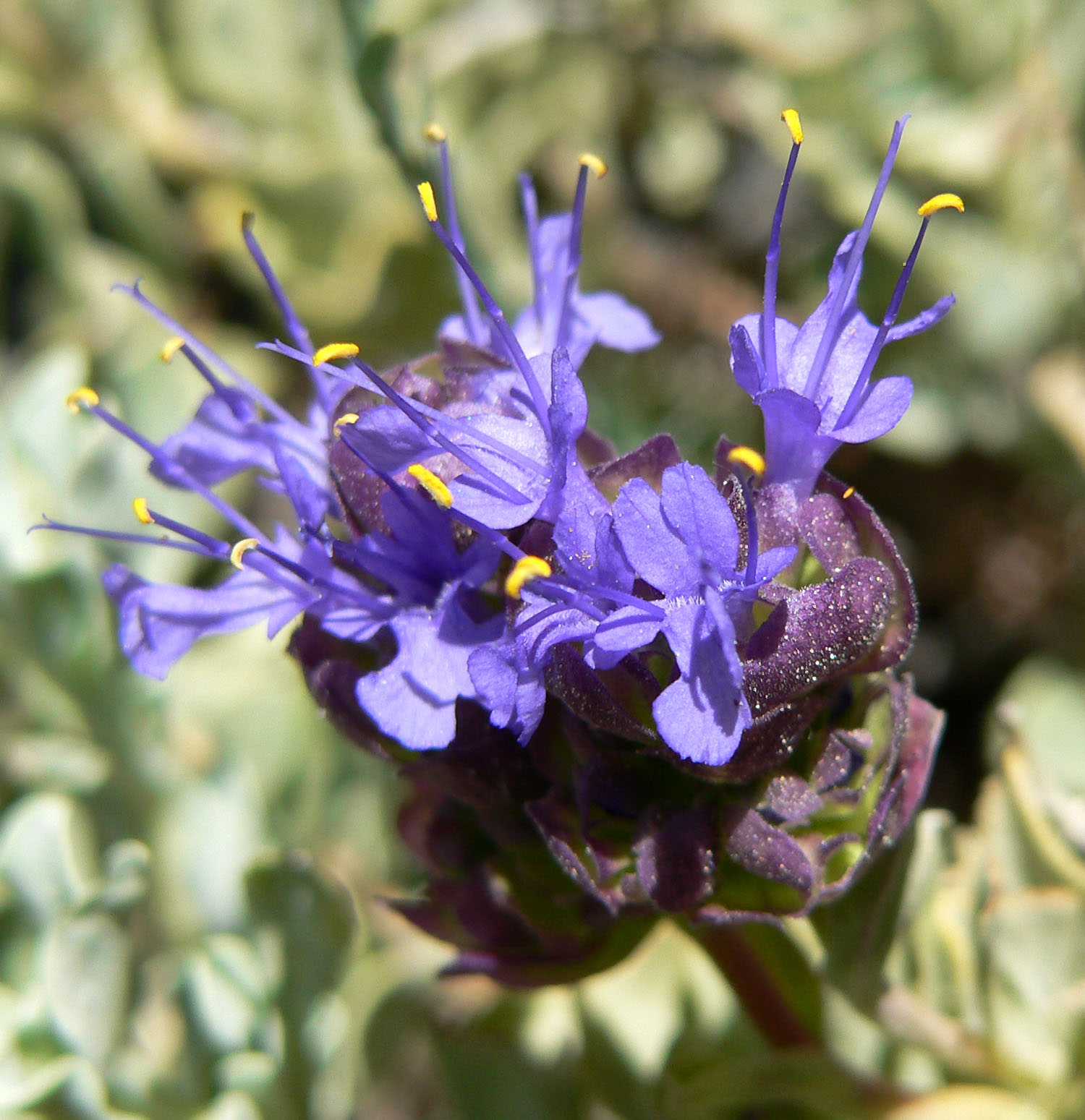
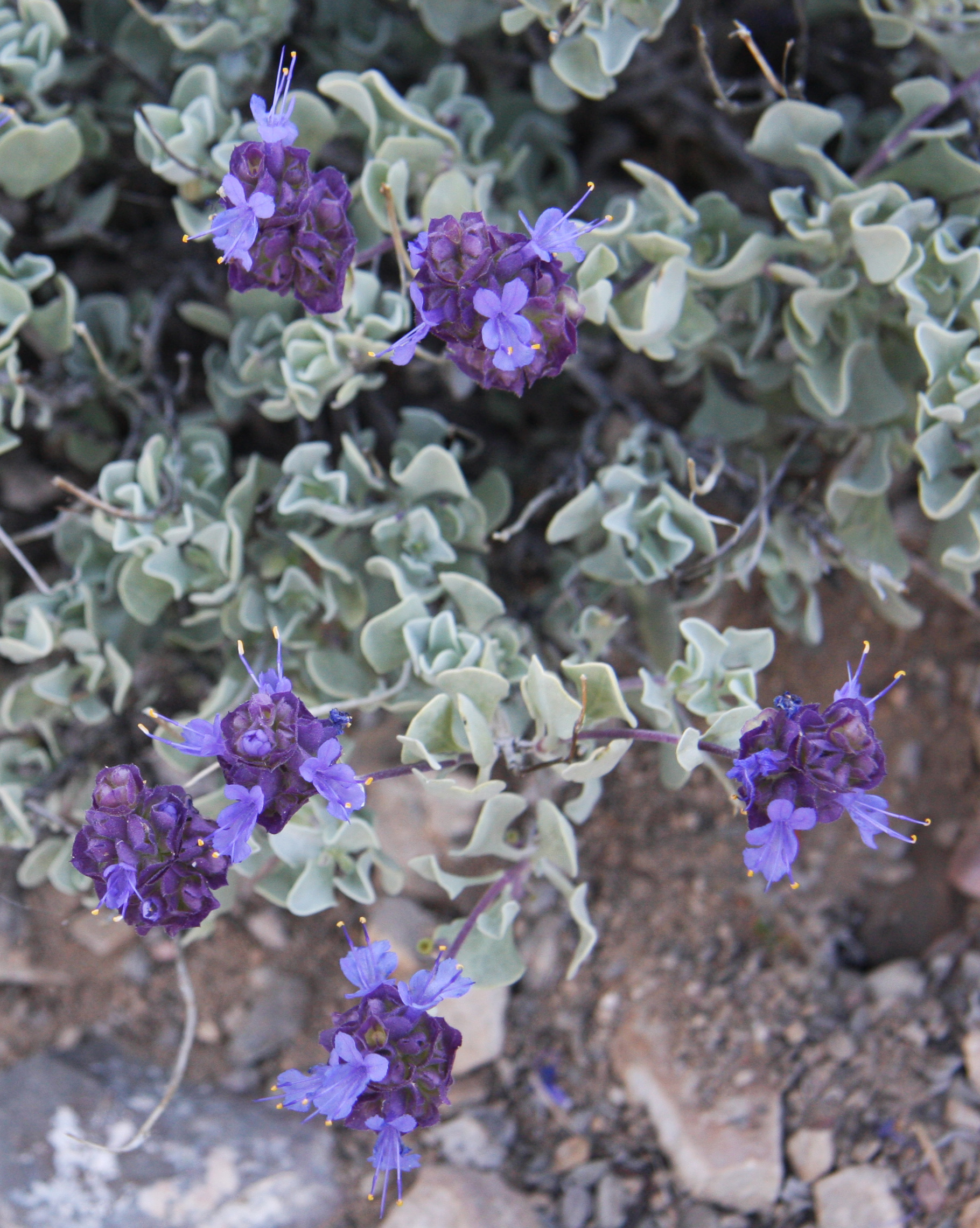
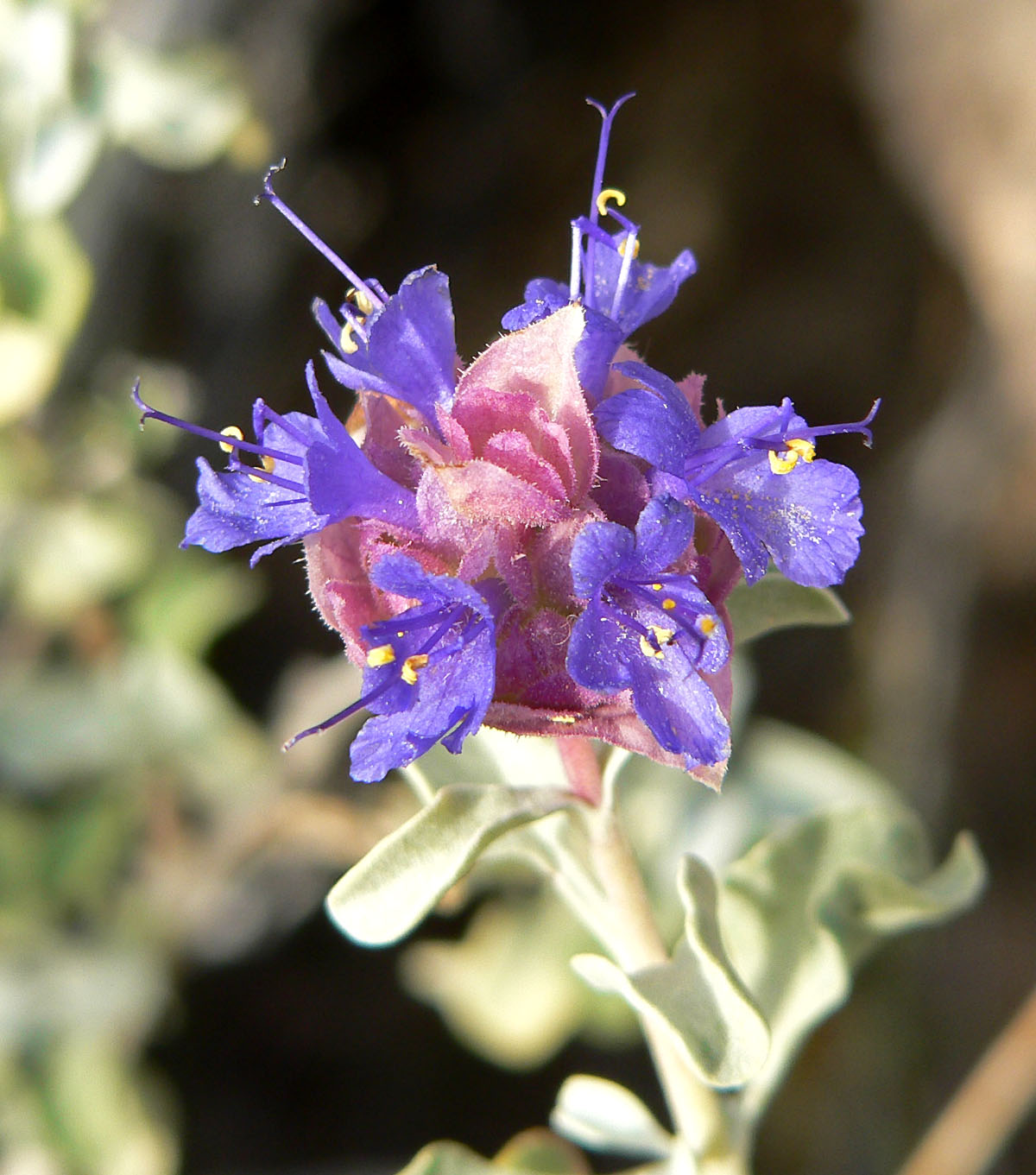